# Coquille (sport)
Pour les articles homonymes, voir Coquille.

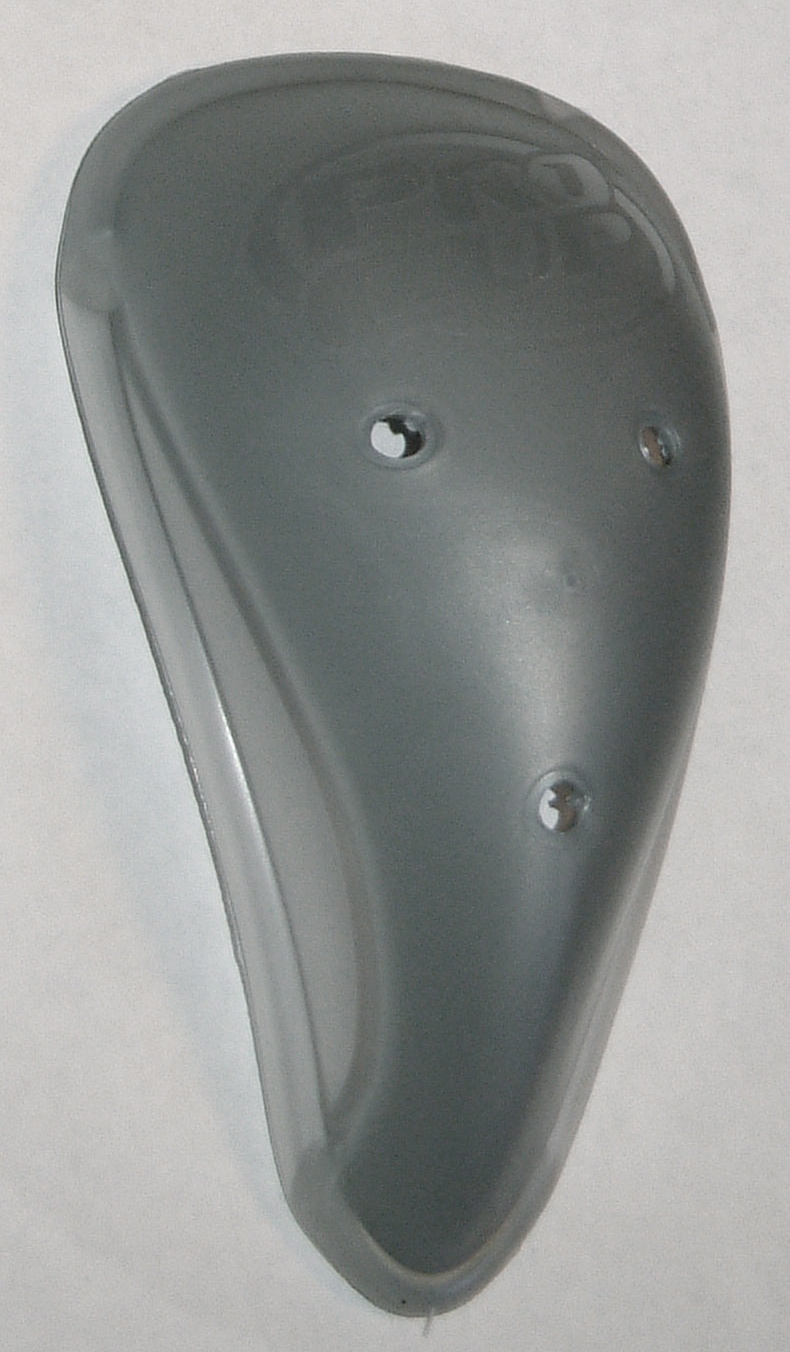
Une coquille.

La coquille est une protection rigide portée par les pratiquants de sports violents pour protéger des parties sensibles de l'anatomie : testicules chez l'homme ; seins et organes génitaux chez la femme. 
Le règlement de certains sports rend le port d'une coquille obligatoire pour participer aux compétitions.

## Chez l'homme
La coquille est de forme approximativement triangulaire. Les hommes peuvent en porter pour certains sports, notamment les sports de combat et les gardiens de but au handball, pour protéger leurs parties génitales des chocs. Si un coup ou un choc est porté aux bourses non protégées, les testicules peuvent remonter ou se tordre, provoquant dans les cas les plus graves une torsion testiculaire ou une inflammation de l’épididyme et une douleur extrêmement forte nécessitant une intervention chirurgicale en urgence, d'où l'importance de porter une coquille pour la pratique de certains sports. Une coquille est parfois aussi portée par les danseurs de ballets.

## Chez la femme
Le protège-poitrine et une coquille protégeant le pubis sont utilisés par les pratiquantes d'arts martiaux, lors des compétitions ou entrainements à risque. Le protège-sein est parfois directement intégré au soutien-gorge ou à une brassière. Ces protections sont assez rarement portées, alors que la fréquence des lésions mammaires a été sous-estimée, par sous-déclaration des sportives qui en sont victimes.